# 아르디스 2세
아르디스 2세(Ardys of Lydia)는 리디아의 국왕이다. 아버지 기게스 (리디아)의 뒤를 이어 왕위에 오른 뒤 밀레토스를 공격하고 유목민족인 킴메리오이 족의 공격을 방어한다.

## 같이 보기
- 리디아의 군주